# Clypeosphaeria
Clypeosphaeria is een geslacht van schimmels behorend tot de familie Clypeosphaeriaceae. De familie heeft een typesoort van Clypeosphaeria notarisii.

## Soorten
Volgens Index Fungorum telt het geslacht 36 soorten (peildatum oktober 2023):
| Soortnaam                                         | Auteur(s)                   | Publicatiejaar |
| ------------------------------------------------- | --------------------------- | -------------- |
| Clypeosphaeria aceris                             | Feltgen                     | 1903           |
| Clypeosphaeria aliquanta                          | (Cooke & Ellis) Sacc.       | 1883           |
| Clypeosphaeria ambigua                            | Höhn.                       | 1915           |
| Clypeosphaeria americana                          | M.E. Barr & Samuels         | 1989           |
| Clypeosphaeria astragali                          | Frolov                      | 1970           |
| Clypeosphaeria bakeriana                          | Rehm                        | 1916           |
| Clypeosphaeria chilensis                          | Speg.                       | 1910           |
| Clypeosphaeria contempta                          | (Durieu & Mont.) Sacc.      | 1883           |
| Clypeosphaeria crenulata                          | (Berk.) Sacc.               | 1883           |
| Clypeosphaeria euphorbiacea                       | Pass. & Beltrani            | 1882           |
| Clypeosphaeria euphorbiicola                      | Henn.                       | 1895           |
| Clypeosphaeria gigantochloae                      | Rehm                        | 1914           |
| Clypeosphaeria hendersoniae                       | (Ellis) Sacc.               | 1883           |
| Clypeosphaeria lycopodis                          | Sousa da Câmara & Luz       | 1943           |
| Clypeosphaeria mamillana (Papilschoorsteentje)    | (Fr.) Lambotte              | 1881           |
| Clypeosphaeria minor                              | Ellis & Everh.              | 1893           |
| Clypeosphaeria morreniae                          | Westend. ex Sacc.           | 1885           |
| Clypeosphaeria myrticola                          | Speg.                       | 1909           |
| Clypeosphaeria natalensis                         | Doidge                      | 1922           |
| Clypeosphaeria nigrificans                        | Syd. & P. Syd.              | 1917           |
| Clypeosphaeria oleae                              | Crous                       | 2019           |
| Clypeosphaeria osculanda                          | (Preuss) Sacc.              | 1883           |
| Clypeosphaeria perfidiosa (Esdoornschoorsteentje) | (De Not.) M.E. Barr         | 1989           |
| Clypeosphaeria phillyreae                         | Sousa da Câmara             | 1946           |
| Clypeosphaeria pistacina                          | Kurbans.                    | 1982           |
| Clypeosphaeria radicicola                         | Teng                        | 1938           |
| Clypeosphaeria rhynchosporae                      | Rehm                        | 1901           |
| Clypeosphaeria rhytidosperma                      | (Speg.) Rick                | 1933           |
| Clypeosphaeria sabaligera                         | (Berk. & M.A. Curtis) Sacc. | 1883           |
| Clypeosphaeria saccharicola                       | Mundk. & S. Ahmad           | 1946           |
| Clypeosphaeria sanguinea                          | Ellis & Everh.              | 1892           |
| Clypeosphaeria splendens                          | Rick                        | 1906           |
| Clypeosphaeria stevensii                          | Syd.                        | 1925           |
| Clypeosphaeria theobromicola                      | Speg.                       | 1906           |
| Clypeosphaeria valparadisiensis                   | Speg.                       | 1910           |